# Martín Belda
Martín Belda y Mencía del Barrio (Cabra, 12 de agosto de 1820-Madrid, 1 de enero de 1882), I marqués de Cabra, fue un político español que ocupó, entre otros cargos, los de presidente del Congreso de los Diputados, ministro de la Marina y gobernador del Banco de España.

## Biografía
Nacido el 12 de agosto de 1820 en la localidad cordobesa de Cabra, era hijo de Francisco Belda Calabuig, un comerciante de paños y empleado de correos nacido en Bocairente (Valencia), y de Rosa Mencía del Barrio López, natural de Cabra, donde aprendió las primeras letras. Mantuvo amistad con el escritor egabrense Juan Valera, además de ser benefactor del Real Colegio de la Purísima Concepción de Cabra, hoy IES Aguilar y Eslava, del cual era antiguo alumno.
A los quince años marchó a Madrid, donde conoció a la que sería su mujer María Jover y Greppi, joven aristócrata de Almería. A pesar de la oposición de sus suegros, se casaron en la iglesia de San Sebastián de Madrid en 1850, oficiando el evento el cardenal y arzobispo de Toledo Juan José Bonel. Apenas unos años después del enlace, tras el fallecimiento de su primer hijo infante, el matrimonio decidió separarse, residiendo él en Madrid y ella en su ciudad natal, Almería, en el Palacio de los marqueses de Cabra. No tuvieron descendencia.
Tras el éxito de la Revolución de "La Gloriosa" en 1868, acompañó al exilio a Isabel II a Francia donde siguió a su servicio. Estuvo presente cuando la reina renunció a sus derechos dinásticos en favor de su hijo en el palacio de Castilla, en París. Este hecho de lealtad hacia la reina le hizo que el rey Alfonso XII le entregara el marquesado de Cabra el 5 de febrero de 1875 tras la restauración de la monarquía.
Fue miembro condecorado con la Gran Cruz y Collar de la Orden de Carlos III. Falleció en Madrid el 1 de enero de 1882, aunque sus restos descansan en el cementerio de Cabra. 

## Trayectoria política
A pesar de poseer sólo una educación básica lograría prosperar en el mundo político, sobre la base de su capacidad de crear una red de intereses en el sur de Córdoba, donde fue diputado por el distrito de Cabra en varias legislaturas.
Obtuvo la ayuda de unos familiares de Juan Valera para entrar en política, y su gran oportunidad vino cuando un paisano suyo, Peña y Aguayo, abandona su escaño del distrito de Cabra para ser senador, escaño que obtendría.
Fue partidario del conde de san Luis, que le ayudó a obtener el grado de coronel de marina. Fue ministro de Marina en los gobiernos del partido moderado presididos por Narváez y por González Bravo, entre los años 1867 y 1868. Fue también presidente del Congreso entre los años 1865 y 1867, apoderado general de Isabel II y gobernador del Banco de España entre febrero de 1878 y marzo de 1881, durante el gobierno de Cánovas del Castillo.

## Reconocimiento
En su localidad natal, Cabra, una calle lleva su nombre en su honor; además de ser inaugurada una escultura de bronce el 9 de febrero de 2019 en la misma, realizada por Martín González Laguna.